# Magellandykpetrell
Magellandykpetrell (Pelecanoides magellani) är en fågel i familjen liror som förekommer i södra Sydamerika.

## Utseende och läte
Dykpetreller är små, havslevande fåglar med korta vingar och kort stjärt, förvånansvärt lika alkekungar i familjen alkor på norra halvklotet. De flyger snabbt och direkt tätt över vattenytan med svirrande vingar, ibland rakt ner i vattnet (därav namnet dykpetreller). Simmande fågel påminner om små pingviner eller alkor. 
Magellandykpetrellen är en 19–22 cm lång fågel med svartaktig ovansida och vit undersida. I flykten syns vingarna blixtra till med vitt när den vita vingundersidan kontrasterar med den svarta ovan. Jämfört med liknande smalnäbbad dykpetrell har magellandykpetrellen en vit halsboa som kurvar sig bak mot nacken och isolerar svartaktiga bröstsidan, hjässan, kinderna och ögonmasken. Smalnäbbad dykpetrell har även grå vingundersidor. På de flesta individer syns ett tydligt vitt skulderstreck och vit bakkant på inre delen av vingen.
Lätet är okänt.

## Utbredning och systematik
Fågeln häckar i fjordlandskapet i sydvästra och södra Chile och i sydvästra och södra Argentina. Utanför häckningstid förekommer den längre ut till havs utanför södra Chiles kust, men även i havsområdet mellan fastlandet och Falklandsöarna och så långt norrut som till San Jorgebukten utmed Argentinas östkust. Dykpetrellerna ansågs tidigare utgöra en egen familj, Pelecanoididae, men inkorporeras numera i familjen liror (Procellariidae) efter genetiska studier. Magellandykpetrellen behandlas som monotypisk, det vill säga att den inte delas in i några underarter.

## Status och hot
Arten har ett stort utbredningsområde, men tros minska i antal, dock inte tillräckligt kraftigt för att den ska betraktas som hotad. Internationella naturvårdsunionen IUCN kategoriserar därför arten som livskraftig (LC).